# Mravljinčarji
Mravljinčarji (znanstveno ime Vermilingua) je skupno ime za štiri vrste sesalcev, ki se prehranjujejo z mravljami in termiti. 
Izgledajo precej nenavadno, saj imajo ogromen kosmat rep, dolgo trdo dlako - ta jih brani pred insekti - in majhno glavo tulčaste oblike, v kateri se skriva dolg, tanek in lepljiv jezik. Na koncu okončin imajo močne dolge kremplje, s katerimi kopljejo po mravljišču ali pa se z njimi branijo.
Živijo v Južni Ameriki, predvsem v Argentini in Braziliji.